# 白蔹
白蔹（学名：Ampelopsis japonica）亦称鹅抱蛋、白葡萄秧。为葡萄科蛇葡萄属藤本植物，花期为5-6月，果熟期为9-10月。

## 形态
白蔹有纺锤状块根，掌状叶，3-5全裂，裂片形状多样，叶轴有翅；夏季开黄绿色小花，聚伞花序；浆果大如豌豆，初为蓝色，后变白色。

## 分布
分布于中国东北、华北、华东以及中南各省，亦见于日本。全草以及块根可入药，用于清热解毒、消肿止痛，不过不宜与乌头同用。

## 药用
中医上以块根入药，性微寒、味苦辛，功能为泻火、散结、生肌、止痛，主治痈肿疮毒、烫火伤、赤白带下、淋巴结核等症。

## 外部連結
- 白蘞 Bailian （页面存档备份，存于） 藥用植物圖像數據庫 (香港浸會大學中醫藥學院) （中文）（英文）
- 白蘞 中藥材圖像數據庫  (香港浸會大學中醫藥學院) （中文）（英文）
- 白蘞 Bai Lian （页面存档备份，存于） 中藥標本數據庫 (香港浸會大學中醫藥學院) （繁體中文）（英文）